# LIKE A HARD RAIN
『LIKE A HARD RAIN』（ライク・ア・ハード・レイン）は、相川七瀬3枚目のシングル。1996年4月17日発売。

## 解説
本作で初のTOP10入り。以降1999年発売「Jealousy」まで全てTOP10に入る。自身6番目のヒット曲。売上枚数は30万枚を超えた。本作で3作連続ビーイングのスタジオで制作された。

## 収録曲
作曲・編曲：織田哲郎
1. LIKE A HARD RAIN
  - 作詞：相川七瀬・織田哲郎　

表題曲で初めて相川が作詞に参加。
住友生命保険CMソングに起用された。
2. 最後の夜
  - 作詞：相川七瀬
3. LIKE A HARD RAIN （オリジナル・カラオケ）

## 収録アルバム
LIKE A HARD RAIN
- Red
- ID
- NANASE AIKAWA BEST ALBUM "ROCK or DIE"

最後の夜
- Red